# Hekinan

Localização de Hekinan na província de Aichi

Hekinan (碧南市; -shi) é uma cidade japonesa localizada na província de Aichi.
Em Abril de 2012 a cidade tinha uma população estimada em 72 801 habitantes e uma densidade populacional de 1 939,74 h/km². Tem uma área total de 35,86 km².
Recebeu o estatuto de cidade a 5 de Abril de 1948.

## Transportes

### Ferrovias
- Meitetsu
  - Linha Mikawa

### Rodovias
- Rodovia Nacional Rota 247

## Cidades-irmãs
- Edmonds, Estados Unidos
- Toyota, Japão
- Yuni, Japão
- Pula, Croácia